# Danh sách Chủ tịch Thượng viện Campuchia
Chủ tịch Thượng viện Campuchia (tiếng Khmer: ប្រធានព្រឹទ្ធសភានៃព្រះរាជាណាចក្រកម្ពុជា) là chủ tọa Thượng viện của cơ quan lập pháp tại Campuchia.

## Chủ tịch Thượng viện Campuchia
| #                                     | Chân dung | Tên (Tuổi thọ)          | Đảng chính trị          | Bắt đầu             | Kết thúc           |
| ------------------------------------- | --------- | ----------------------- | ----------------------- | ------------------- | ------------------ |
| 1                                     |           | Saukam Khoy (1915–2008) | Đảng Cộng hòa Xã hội    | 1972                | 1975               |
| Không có Thượng viện từ 1975 tới 1999 |           |                         |                         |                     |                    |
| 2                                     |           | Chea Sim (1932–2015)    | Đảng Nhân dân Campuchia | 25 tháng 3 năm 1999 | 8 tháng 6 năm 2015 |
| 3                                     |           | Say Chhum (sinh 1945)   | Đảng Nhân dân Campuchia | 9 tháng 6 năm 2015  | 3 tháng 4 năm 2024 |
| 4                                     |           | Hun Sen (sinh 1952)     | Đảng Nhân dân Campuchia | 3 tháng 4 năm 2024  | đương nhiệm        |